# Grande Tribulation

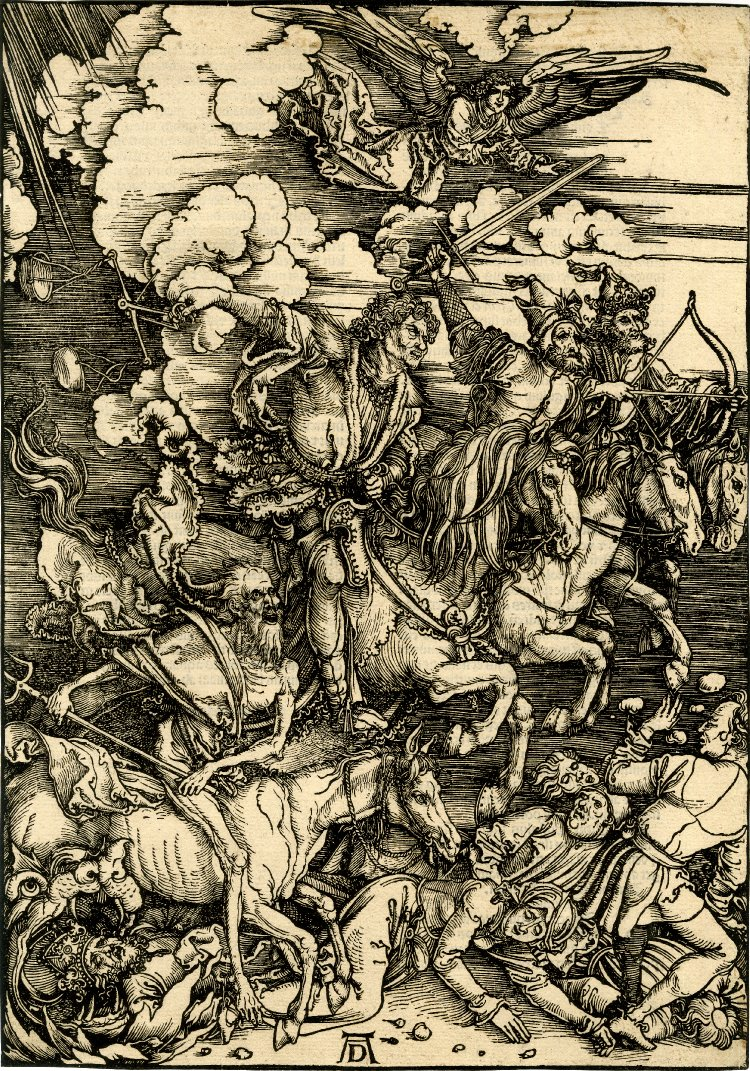
Les Quatre Cavaliers de L'Apocalypse de Albrecht Dürer.

La Grande Tribulation (θλίψις μεγάλη, thlipsis mégalē, dans le grec de la Septante) est, dans l'eschatologie chrétienne, la période de grandes souffrances annoncée par Jésus-Christ dans le Discours sur le mont des Oliviers. Elle marque la fin des temps en précédant la parousie et l'avènement du Royaume de Dieu sur Terre.

## Textes bibliques
La Grande Tribulation est évoquée dans l'Ancien Testament, en particulier dans les Ketouvim (Écrits) dont Daniel notamment, et les Nevi'im (Prophètes) Isaïe, Ézéchiel ou encore Zacharie...  
Le thème est repris par le Nouveau Testament, où il apparaît 45 fois sous le mot grec θλίψις (thlipsis), qui signifie « détresse », « peur ». Il désigne différents types de souffrance : la persécution, la prison, la guerre, la maladie, la famine... Tous ces maux, prédits par Jésus, sont mentionnés dans les trois Évangiles synoptiques - Matthieu (24:1-51), Marc (13:1-37) et Luc (21:3-36) - ainsi que dans des épîtres telles que la Deuxième aux Thessaloniciens. Enfin, la Grande Tribulation est décrite de façon précise dans l'Apocalypse. Elle peut se définir comme la somme de toutes les épreuves pendant une période de guerres et de catastrophes naturelles marquée notamment par les sept sceaux (dont la manifestation des quatre cavaliers de l'Apocalypse), les sept trompettes (8:6-13 ; 9-11) et les sept coupes (16:1-21). Ces calamités sont censées précéder la parousie et la guerre d'Armageddon, puis le règne de mille ans sur Terre et enfin le Jugement dernier.

## Catholiques et protestants
Lors des guerres de Religion, les catholiques et les protestants utilisèrent le nombre de la Bête, les uns comme les autres, pour s'accuser mutuellement d'incarner l'Antéchrist. Un certain Petrus Bungus (en), de confession catholique, s'efforça de démontrer que 666 était synonyme de Martin Luther selon l'alphabet numéral latin : LVTHERNVC = 30 + 200 + 100 + 8 + 5 + 80 + 40 + 200 + 3 = 666. En sens inverse, les Réformés assimilèrent le pape, c'est-à-dire le « vicaire du Fils de Dieu » (Vicarius Filii Dei), au nombre de la Bête, selon le calcul suivant : VICarIUs fILII DeI = 5 + 1 + 100 + 1 + 5 + 1 + 50 + 1 + 1 + 500 + 1 = 666.

## Eschatologies évangéliques

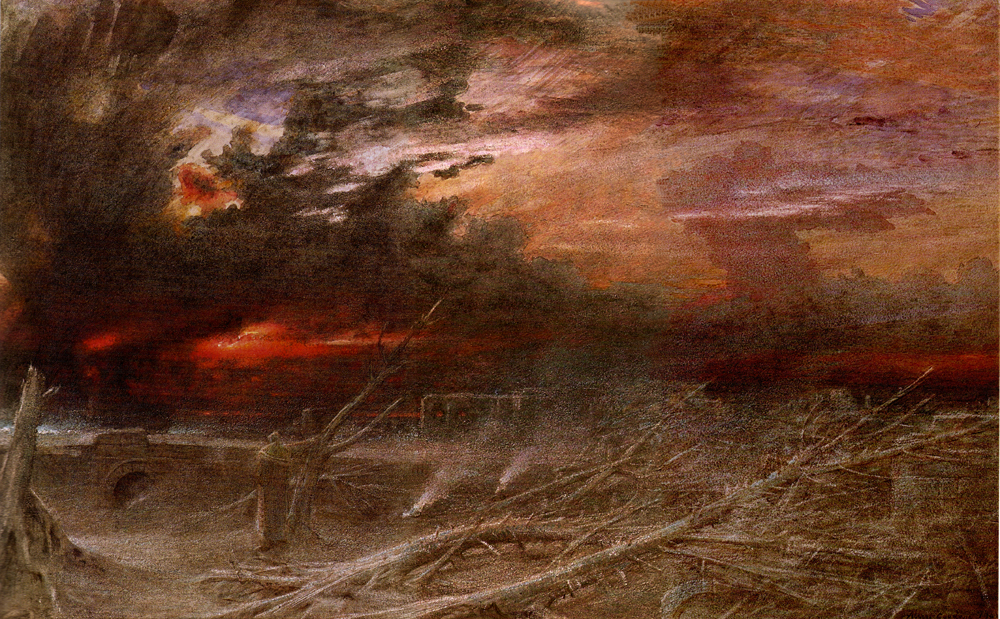
L'Apocalypse, par Albert Goodwin en 1903.

Pour les prétéristes, la Grande Tribulation a déjà eu lieu, lorsque, en 70 ap. J.C, les légions romaines ont détruit Jérusalem et son Temple. Ces événements, selon leurs croyances, n'ont pas tant influencé l'histoire du monde que l'histoire du peuple juif. Les prétéristes croient également que la Grande Tribulation exprime le jugement de Dieu sur les Juifs pour leurs péchés, et pour avoir rejeté Jésus en tant que  Messie. L'interprétation de la Tribulation se concentre sur les passages prophétiques des Évangiles plutôt que sur l'Apocalypse, tout en accordant une place importante aux symboles de l'Apocalypse.
Selon les dispensationalistes, la Tribulation se produira avant la « seconde venue » de Jésus. Elle durera sept années en tout.
L'historicisme considère en règle générale que la Grande Tribulation est déjà passée, et la lie à des événements historiques.